# Mathias Goeritz
Werner Matthias Goeritz Brunner (Danzig, 1915 - Ciutat de Mèxic, Mèxic, 1990) fou un arquitecte, pintor i escultor mexicà d'origen alemany. Té una significació especial a l'Estat espanyol, ja que als anys quaranta va contribuir de manere decisiva al renaixement de l'art modern davant l'academicisme que llavors hi imperava. Goeritz va teoritzar i impulsà l'arquitectura emocional, com a alternativa a l'extrem racionalisme de l'arquitectura funcionalista.
Va estudiar Art a l'Escola d'Arts i Oficis de Berlín-Charlottenburg i es doctorà en Filosofia i en Història de l'Art. D'origen jueu, va fugir la persecució pels nazis a Alemanya el 1941. Després d'un periple per França i Espanya es va establir a Tetuan (Marroc) el 1941, on es va casar amb Marianne Gast també una fugitiva alemanya. Després de la guerra el 1945 va viure a Granada i el 1947 a Madrid i el 1948 a Santillana del Mar (Santander), on va ser força impressionat per les pintures de la Cova d'Altamira. Hi va fundar l'Escola d'Altamira, un centre de discussió, de creació i de difusió de l'art contemporani en la qual va participar editor Ricardo Gullón, l'escultor Àngel Ferrant i els crítics d'art Sebastià Gasch, Eduardo Westerdahl i Santos Torroella. Conegué també Joan Miró que l'impulsà vers l'abstracció.
El 1949, el govern franquista no va voler renovar-li el visat, després d'un discurs a l'Acadèmia Breve de Crítica d'Art, al qual va criticar el refús de l'art modern a Espanya. Per invitació de l'arquitecte Ignacio Díaz Morales, el 1949 on va ocupar la catèdra d'Història de l'Art a l'Escuela de Arquitectura de Guadalajara. Establert el 1952 a la Ciutat de Mèxic s'hi va trobar amb l'arquitecte Luis Barragan (1902-1988), amb el qual va ver una bona part de les seves obres més importants.

## Obres

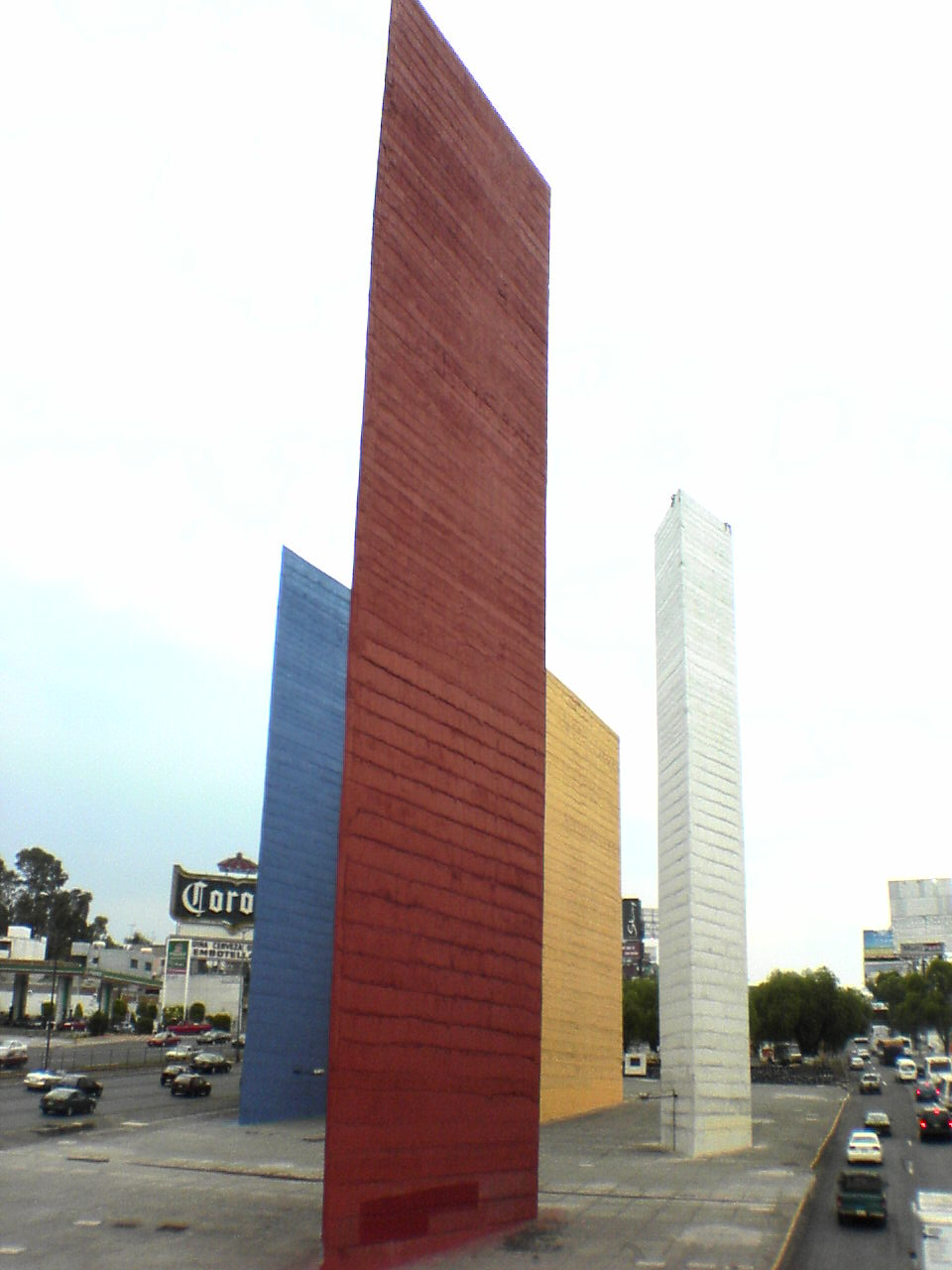
Torres de Satélite a Ciudad Satélite, Naucalpan, Estat de Mèxic.

Entre les seves obres cal destacar el Museo El Eco, inaugurat el 1953 amb una coreografia de Luis Buñuel. En aquest museu, que és descrit com un «hàbitat emocional», hi havia obres destacables com La serpiente, una escultura de Goeritz que actualment es troba al Museu d'Art Modern de la Ciutat de Mèxic. Després d'uns anys tancat, El Eco va ser restaurat i l'any 2005 tornà a obrir les portes. El 1958, en col·laboració amb l'arquitecte Luis Barragán i el pintor Jesús Reyes Ferreira, realitza la seva obra més coneguda las Torres de Satélite. Amb una escala monumental aquesta obra està pensada per ser percebuda des d'un automòbil en moviment i és la fita que assenyala una important nova urbanització a la Ciutat de Mèxic anomenada Ciudad Satélite.
- El animal (1949) escultura a el Pedregal de San Ángel, Ciutat de Mèxic.
- Los amantes escultura a l'Hotel El Presidente de Acapulco, Guerrero.
- El bailarín, escultura mòbil.
- El animal herido, escultura mòbil.
- La mano divina i La mano codiciosa, relleus a l'església de San Lorenzo, Ciutat de Mèxic.
- Museu El Eco, (1953), colonia San Rafael, Ciutat de Mèxic
- El pájaro, escultura a Guadalajara, Jalisco.
- Vitralls de la Catedral de Mèxic i de Cuernavaca i esglésies de Santiago Tlatelolco, San Lorenzo, Azcapotzalco i la sinagoga de Maguén-David.
- Coordinació del conjunt escultòric Ruta de la Amistad, 1967-1968.
- Osa Mayor, escultura a Palacio de los Deportes, 1968.
- Torre Automex, 1962, Toluca.
- Pirámide de Mixcoac, 1971, Ciutat de Mèxic.
- Murals en acer de la Torre Arco a Los Angeles, California, 1970.
- Corona del Pedregal a l'Espai Escultòric de la Ciutat Universitària de la UNAM.
- Laberint a Centre Comunitari Alejandro y Lily Satiel, Jerusalem, Israel, 1978-1980.